# Sitticus manni
Sitticus manni là một loài nhện trong họ Salticidae.
Loài này thuộc chi Sitticus. Sitticus manni được Carl Ludwig Doleschall miêu tả năm 1852.